# Kasuarissen
Kasuarissen (Casuarius) zijn een geslacht van grote loopvogels uit de familie Casuariidae (kasuarissen en emoes). Een kasuaris is een stevig gebouwde, vleugelloze vogel. Hij komt voor in het regenwoud van Australië, Nieuw-Guinea en op de nabijgelegen eilanden. Kasuarissen zijn alleseters. Op de grond en aan laag hangende takken zoeken ze naar vruchten, maar ook paddenstoelen, insecten, kikkers, slangen en andere kleine diersoorten staan op het menu. Een helmkasuaris kan naar schatting 40 tot 50 jaar oud worden.

## Beschrijving
Het geslacht omvat drie sterk op elkaar lijkende soorten, met allen een felblauwe kleur in nek en kop. Ze variëren in grootte tussen de 1,00 en 1,70 meter. De jongen zijn bruin gekleurd met donkerbruine strepen. Het vrouwtje is gemiddeld groter en zwaarder en is feller gekleurd. Na een jaar zijn de vogels volgroeid, en hebben ze het verenkleed van de volwassen vogel.
De noordelijke helmkasuaris of oranjehalskasuaris en de dwergkasuaris zijn vrijwel onbekende vogels. Zelfs van de "gewone" of zuidelijke helmkasuaris van het Australische Queensland is niet zo veel bekend, hoewel het na de struisvogel en de emoe de derde vogel naar grootte is. Hij wordt 1,50 tot 1,60 m lang en zo'n 60 kg zwaar en heeft een benen helm op zijn kop, een unicum onder de vogels. De kern van de helm bestaat uit sponsachtig bot en hij is niet geschikt om mee te stoten. Vermoedelijk is de hoofdfunctie die van pronkorgaan. De vogel gebruikt de helm ook om zich beter door het struikgewas te kunnen voortbewegen. De poten hebben drie tenen, waarvan de middelste een scherpe klauw heeft van 12 cm lang. Ze kunnen goed rennen, tot 50 km/h toe. Ze kunnen 1,50 m hoog springen en zijn uitstekende zwemmers. 

### Gedrag
Van nature zijn kasuarissen zeer schuw. Bij de oorspronkelijke bewoners van de gebieden waarin deze vogels leven werden de kasuarissen gewaardeerd om hun vlees en hun veren. De vogels werden ook als huisdier gehouden, bijvoorbeeld door eieren uit te laten broeden door kippen. Deze vogels zijn dan niet meer schuw, maar kunnen desalniettemin agressief gedrag vertonen. Als de kasuaris in het nauw gedreven wordt, kan de vogel ernstig letsel veroorzaken. In 1926 werd de Australische jongen Phillip McClean door een kasuaris dodelijk verwond in zijn nek, nadat hij samen met zijn broer had geprobeerd het dier te doden met een stok. In 1995 deed zich een voorval voor, waarbij een hond overleed aan de gevolgen van een trap van een kasuaris. In april 2019 overleed een fokker in Florida, USA, toen hij na een val aangevallen werd door een van zijn dieren.

## Soorten
Het geslacht kent de volgende soorten:
- Casuarius bennetti – Dwergkasuaris
- Casuarius casuarius – Helmkasuaris
- Casuarius unappendiculatus – Oranjehalskasuaris

## Geluid
Kasuarissen zijn in staat zeer lage geluiden te maken, die liggen rond de benedengrens van het menselijk gehoor, voor de helmkasuaris bij de 23 hertz, en voor de dwergkasuaris bij de 32 hertz. De geluiden dragen ver en kunnen ervoor zorgen dat de solitair levende vogels in het oerwoud contact met elkaar houden. De helmachtige kam helpt de vogels daarbij. De luchtkamers in de kam maken het de vogel mogelijk de lage geluiden vanaf een grote afstand waar te nemen, en functioneren dan ook als een soort microfoon.

## Status
Geen van de nog levende soorten is een kwetsbare of bedreigde soort. De helmkasuaris en de oranjehalskasuaris uit Nieuw-Guinea nemen wel in aantal af, maar hun aantallen liggen nog in de tientallen duizenden. Het zijn alle drie niet bedreigde soorten volgens de IUCN.

## Gebruik
In Nieuw-Guinea worden eieren van kasuarissen wel verzameld door lokale bewoners en uitgebroed door kippen. De jonge vogels worden dan samen met de kippen gevoed en grootgebracht totdat de vogels volwassen worden. Tegen die tijd worden de vogels geslacht en opgegeten. In veel dorpen in de binnenlanden van Nieuw-Guinea kunnen onvolwassen kasuarissen worden aangetroffen. De vogels zijn bruingestreept en missen de felle kleuren van de volwassen dieren.

### Folklore
In de folklore van Biak (westelijk Nieuw-Guinea) komt de kasuaris voor als rijdier voor de mythische persoon Manarmakeri.